# 皮氏兔脂鯉
皮氏兔脂鯉，為輻鰭魚綱脂鯉目脂鯉亞目上口脂鯉科的其中一個種，分布於南美洲Chimore河流域，體長可達16公分，棲息在植被茂盛生長的水域，生活習性不明，可做為食用魚。